# ينس كريستيان كريستنسن
ينس كريستيان كريستنسن (بالدنماركية: Jens Christian Christensen)‏ هو سياسي دانمركي، ولد في 21 نوفمبر 1856 بيوتلاند في الدنمارك، وتوفي في 19 ديسمبر 1930 في نفس البلد. حزبياً، نشط في الحزب الليبرالي.

## مناصب
- انتخب وزير المالية الدنماركي [الإنجليزية]‏ (6 أبريل 1908 – 24 يوليو 1908).
- انتخب وزير الدفاع [الإنجليزية]‏ (14 يناير 1905 – 12 أكتوبر 1908).
- انتخب وزير الدفاع [الإنجليزية]‏ (16 سبتمبر 1909 – 18 أكتوبر 1909).
- انتخب رئيس وزراء الدنمارك (14 يناير 1905 – 12 أكتوبر 1908).